# Qiaole (sockenhuvudort i Kina, Jiangxi Sheng, lat 28,64, long 115,56)
Qiaole är en sockenhuvudort i Kina. Den ligger i provinsen Jiangxi, i den sydöstra delen av landet, omkring 31 kilometer väster om provinshuvudstaden Nanchang. Antalet invånare är 9 024. Befolkningen består av 4 369 kvinnor och 4 655 män. Barn under 15 år utgör 30 %, vuxna 15-64 år 59 %, och äldre över 65 år 10,0 %.
Runt Qiaole är det tätbefolkat, med 356 invånare per kvadratkilometer. Närmaste större samhälle är Xishan, 11,9 km sydost om Qiaole. Trakten runt Qiaole består till största delen av jordbruksmark.
Genomsnittlig årsnederbörd är 2 096 millimeter. Den regnigaste månaden är juni, med i genomsnitt 340 mm nederbörd, och den torraste är oktober, med 36 mm nederbörd.